# Volaverunt opus 666
«Volaverunt Opus 666» es un tema de la banda española procedente de Madrid Mägo de Oz, el cual fue editado en el año 2005 por Locomotive Music, Gaia II: La voz dormida.

## Tema
Volaverunt Opus 666 cuenta cómo Francisco de Goya y Ludwig van Beethoven mantienen una reunión para "cifrar el mensaje hasta que una pureza humana incorrupta lo hiciera suyo". Así pues, Goya oculta el símbolo de una supuesta sociedad secreta en su cuadro Volavérunt, y Beethoven inserta la frase «Missit me dominus» en su Sinfonía de Re Menor Nº 9.
Cuenta con la intervención de Diana Navarro, cantaora de flamenco, saetera y cantante de coplas.
- Datos: Q6164608